# پرلز
پرلز (به صربی: Perlez) یک منطقهٔ مسکونی در صربستان است که در Zrenjanin City واقع شده‌است. پرلز ۳٬۸۱۸ نفر جمعیت دارد و ۶۳ متر بالاتر از سطح دریا واقع شده‌است.